# キチンデアセチラーゼ
キチンデアセチラーゼ(Chitin deacetylase、EC 3.5.1.41)は、以下の化学反応を触媒する酵素である。
キチン + 水{\displaystyle \rightleftharpoons }キトサン + 酢酸
従って、この酵素の基質は、キチンと水の2つ、生成物はキトサンと酢酸の2つである。
この酵素は加水分解酵素、特に鎖状アミドの炭素-窒素結合に作用するものに分類される。系統名は、キチン アミドヒドロラーゼ(chitin amidohydrolase)である。この酵素は、アミノ糖の代謝に関与する。

## 構造
2007年末時点で、この酵素の1つの構造が解明されている。蛋白質構造データバンクのコードは、2IW0である。